# تایکو کنچی
تایکو کنچی (به ژاپنی: 太閤検地, Taikō kenchi) دستور تویوتومی هیده‌یوشی برای نقشه‌برداری از مزارع برنج و زمین‌های کشاورزی همچنین بررسی میزان محصولات کشاورزی در تمام کشور بود. این دستور را هیده‌یوشی پس از شکست دادن آکچی میتسوهیده در سال ۱۵۸۲ صادر کرد.
نقشه‌برداری از زمین و تعیین میزان محصول کشاورزی یا برنج به جهت ککوداکا یا تعیین ارزش زمین برای مقاصد مالیاتی انجام می‌شده‌است.